# Mornant
Mornant és un municipi francès situat al departament del Roine i a la regió d'Alvèrnia-Roine-Alps. L'any 2007 tenia 5.279 habitants.

## Demografia

### Població
El 2007 la població de fet de Mornant era de 5.279 persones. Hi havia 1.965 famílies de les quals 460 eren unipersonals (169 homes vivint sols i 291 dones vivint soles), 610 parelles sense fills, 787 parelles amb fills i 108 famílies monoparentals amb fills.
La població ha evolucionat segons el següent gràfic:
Habitants censats

### Habitatges
El 2007 hi havia 2.110 habitatges, 1.981 eren l'habitatge principal de la família, 56 eren segones residències i 72 estaven desocupats. 1.438 eren cases i 663 eren apartaments. Dels 1.981 habitatges principals, 1.307 estaven ocupats pels seus propietaris, 613 estaven llogats i ocupats pels llogaters i 61 estaven cedits a títol gratuït; 24 tenien una cambra, 202 en tenien dues, 368 en tenien tres, 524 en tenien quatre i 864 en tenien cinc o més. 1.501 habitatges disposaven pel capbaix d'una plaça de pàrquing. A 783 habitatges hi havia un automòbil i a 1.038 n'hi havia dos o més.

### Piràmide de població
La piràmide de població per edats i sexe el 2009 era:
| Homes | Edats   | Dones |
| ----- | ------- | ----- |
| 0     | 95 o +  | 12    |
| 16    | 90 a 94 | 44    |
| 28    | 85 a 89 | 36    |
| 16    | 80 a 84 | 16    |
| 72    | 75 a 79 | 72    |
| 48    | 70 a 74 | 96    |
| 84    | 65 a 69 | 92    |
| 64    | 60 a 64 | 88    |
| 124   | 55 a 59 | 112   |
| 216   | 50 a 54 | 164   |
| 156   | 45 a 49 | 212   |
| 180   | 40 a 44 | 116   |
| 208   | 35 a 39 | 216   |
| 136   | 30 a 34 | 172   |
| 156   | 25 a 29 | 192   |
| 128   | 20 a 24 | 140   |
| 192   | 15 a 19 | 104   |
| 204   | 10 a 14 | 164   |
| 164   | 5 a 9   | 160   |
| 140   | 0 a 4   | 124   |

## Economia
El 2007 la població en edat de treballar era de 3.429 persones, 2.593 eren actives i 836 eren inactives. De les 2.593 persones actives 2.417 estaven ocupades (1.280 homes i 1.137 dones) i 177 estaven aturades (69 homes i 108 dones). De les 836 persones inactives 259 estaven jubilades, 360 estaven estudiant i 217 estaven classificades com a «altres inactius».

### Ingressos
El 2009 a Mornant hi havia 2.059 unitats fiscals que integraven 5.406 persones, la mediana anual d'ingressos fiscals per persona era de 22.044 €.

### Activitats econòmiques
Dels 383 establiments que hi havia el 2007, 3 eren d'empreses extractives, 7 d'empreses alimentàries, 6 d'empreses de fabricació de material elèctric, 25 d'empreses de fabricació d'altres productes industrials, 58 d'empreses de construcció, 80 d'empreses de comerç i reparació d'automòbils, 17 d'empreses de transport, 10 d'empreses d'hostatgeria i restauració, 8 d'empreses d'informació i comunicació, 17 d'empreses financeres, 23 d'empreses immobiliàries, 55 d'empreses de serveis, 49 d'entitats de l'administració pública i 25 d'empreses classificades com a «altres activitats de serveis».
Dels 91 establiments de servei als particulars que hi havia el 2009, 1 era una oficina d'administració d'Hisenda pública, 1 gendarmeria, 1 oficina de correu, 6 oficines bancàries, 9 tallers de reparació d'automòbils i de material agrícola, 1 taller d'inspecció tècnica de vehicles, 2 autoescoles, 5 paletes, 7 guixaires pintors, 8 fusteries, 12 lampisteries, 11 electricistes, 1 empresa de construcció, 6 perruqueries, 1 veterinari, 5 restaurants, 10 agències immobiliàries, 1 tintoreria i 3 salons de bellesa.
Dels 25 establiments comercials que hi havia el 2009, 1 era una gran superfície de material de bricolatge, 2 botigues de més de 120 m², 1 una botiga de menys de 120 m², 3 fleques, 2 carnisseries, 2 llibreries, 2 botigues de roba, 1 una sabateria, 1 una botiga d'electrodomèstics, 2 botigues de mobles, 1 una botiga de material esportiu, 3 drogueries, 1 una joieria i 3 floristeries.
L'any 2000 a Mornant hi havia 30 explotacions agrícoles que ocupaven un total de 736 hectàrees.

## Equipaments sanitaris i escolars
Els 2 equipaments sanitaris que hi havia el 2009 eren farmàcies.
El 2009 hi havia 1 escola maternal i 2 escoles elementals. Mornant disposava de 2 col·legis d'educació secundària amb 974 alumnes.

## Poblacions més properes
El següent diagrama mostra les poblacions més properes.